# Avtoceste na Slovaškem
Avtoceste na Slovaškem se delijo na avtoceste in hitre ceste. 
Avtoceste, ki imajo fizično ločeni smerni vozišči z odstavnim pasom, upravlja nacionalna družba za avtoceste na Slovaškem - NDS, ustanovljena leta 2005. Prva moderna avtocesta na Slovaškem bi morala biti že v 1930-ih letih načrtovana avtocesta, ki bi povezovala Prago s severnimi deli Slovaške; vendar se gradnja slovaških avtocest ni začela do 1970-ih let. 
NDS trenutno upravlja in vzdržuje 432 km avtocest (diaľnica) in 288 km hitrih cest (rýchlostné cesty). 

## Avtoceste
Avtoceste na Slovaškem, slovaško Diaľnica (D), so opredeljene kot ceste s fizično ločenima smernima voziščema, vsak z dvema prometnima pasovoma in odstavnim pasom. Omejitev hitrosti je 130 km/h. Njihova oznaka je bela pisava na rdeči podlagi. 
| Oznaka          | Evropske poti   | Potek           | Potek                               | Potek               | Celotna dolžina (km) | Končana (km) | V gradnji (km) | Zemljevid |
| Oznaka          | Evropske poti   | Od              | Via                                 | Do                  | Celotna dolžina (km) | Končana (km) | V gradnji (km) | Zemljevid |
| --------------- | --------------- | --------------- | ----------------------------------- | ------------------- | -------------------- | ------------ | -------------- | --------- |
|                 |                 | Bratislava      | Trnava–Trenčín–Žilina–Prešov–Košice | Záhor               | 516,4                | 365,8        | 54,5           |           |
|                 |                 | Brodské         | Malacky–Bratislava                  | Čunovo              | 80,5                 | 80,5         | -              |           |
|                 |                 | Skalité         | Čadca–Žilina                        | Hričovské Podhradie | 60,8                 | 34,8         | 5,7            |           |
|                 |                 | Jarovce         | Obvoznica Bratislava                | Devínska Nová Ves   | 47,9                 | 5,0          | 27,3           |           |
| Skupna dolžina: | Skupna dolžina: | Skupna dolžina: | Skupna dolžina:                     | Skupna dolžina:     | 705.6                | 486.1        | 87.5           |           |

## Hitre ceste
Hitre ceste na Slovaškem, slovaško rýchlostné cesty (R), so opredeljene kot dvojna vozišča z nižjimi standardi kot avtocesta, vendar z enakimi omejitvami. Omejitev hitrosti je 130   km/h. Njihovi cestni znaki so na rdeči podlagi napisi bele barve. 
| Oznaka          | Evropske poti   | Potek            | Potek                                  | Potek           | Celotna dolžina (km) | Končana (km) | V gradnji (km) | Zemljevid |
| Oznaka          | Evropske poti   | Od               | Via                                    | Do              | Celotna dolžina (km) | Končana (km) | V gradnji (km) | Zemljevid |
| --------------- | --------------- | ---------------- | -------------------------------------- | --------------- | -------------------- | ------------ | -------------- | --------- |
|                 |                 | Trnava           | Nitra–Zvolen–Banská Bystrica           | Ružomberok      | 221,4                | 170,0        | 0              |           |
|                 |                 | Trenčín          | Prievidza–Zvolen–Lučenec               | Košice          | 303,8*               | 53,6*        | 13.5           |           |
|                 |                 | Trstená          | Martin–Žiar nad Hronom                 | Šahy            | 200*                 | 19,7*        | 0              |           |
|                 |                 | Vyšný Komárnik   | Svidník–Prešov–Košice                  | Milhosť         | 73,9*                | 18,8*        | 4.3            |           |
|                 |                 | Svrčinovec       |                                        | Svrčinovec      | 2,0                  | 0            | 0              |           |
|                 |                 | Lysá pod Makytou | Púchov                                 | Beluša          | 25,9                 | 2,7          | 0              |           |
|                 |                 | Bratislava       | Dunajská Streda–Nové Zámky–Veľký Krtíš | Lučenec         | 218,9                | 0            | 32,2           |           |
|                 |                 | Nitra            | Topoľčany                              | Hradište        | 54,6                 | 0            | 0              |           |
| Skupna dolžina: | Skupna dolžina: | Skupna dolžina:  | Skupna dolžina:                        | Skupna dolžina: | 1100,5               | 264,8        | 50,0           |           |

## Zgodovina gradnje
| Leto | Avtoceste v uporabi (km) | Hitre ceste v uporabi (km) | V gradnji (km) |
| ---- | ------------------------ | -------------------------- | -------------- |
| 1969 | 0                        | 0                          | 29,3           |
| 1971 | 0                        | 0                          | 29,3           |
| 1972 | 0                        | 0                          | 67,0           |
| 1973 | 29,3                     | 0                          | 76,2           |
| 1974 | 29,3                     | 0                          | 76,2           |
| 1975 | 46,1                     | 13,8                       | 73,0           |
| 1976 | 53,3                     | 13,8                       | 80,8           |
| 1977 | 67,6                     | 13,8                       | 68,7           |
| 1978 | 115,6                    | 13,8                       | 52,4           |
| 1979 | 115,6                    | 16,8                       | 49,8           |
| 1980 | 115,6                    | 28,6                       | 53,1           |
| 1981 | 115,6                    | 32,1                       | 49,6           |
| 1982 | 142,7                    | 32,1                       | 37,8           |
| 1983 | 150,1                    | 32,1                       | 54,6           |
| 1984 | 150,1                    | 32,1                       | 65,0           |
| 1985 | 165,2                    | 32,1                       | 51,0           |
| 1986 | 173,1                    | 47,4                       | 27,9           |
| 1987 | 173,1                    | 47,4                       | 35,7           |
| 1988 | 191,9                    | 47,4                       | 21,1           |
| 1989 | 191,9                    | 50,9                       | 17,5           |

| Leto | Avtoceste v uporabi (km) | Hite ceste v uporabi (km) | V gradnji (km) |
| ---- | ------------------------ | ------------------------- | -------------- |
| 1990 | 195,4                    | 55,0                      | 5,5            |
| 1991 | 197,4                    | 55,0                      | 11,2           |
| 1992 | 197,4                    | 55,0                      | 11,2           |
| 1993 | 197,4                    | 55,0                      | 13,9           |
| 1994 | 197,4                    | 55,0                      | 21,4           |
| 1995 | 197,4                    | 57,7                      | 18,7           |
| 1996 | 216,1                    | 57,7                      | 65,2           |
| 1997 | 219,2                    | 57,7                      | 122,2          |
| 1998 | 288,6                    | 69,9                      | 120,9          |
| 1999 | 290,6                    | 69,9                      | 80,6           |
| 2000 | 290,6                    | 77,0                      | 24,3           |
| 2001 | 290,6                    | 77,0                      | 41,5           |
| 2002 | 297,1                    | 77,0                      | 44,0           |
| 2003 | 307,8                    | 89,9                      | 38,5           |
| 2004 | 314,6                    | 95,4                      | 78,5           |
| 2005 | 326,5                    | 98,2                      | 97,2           |
| 2006 | 326,5                    | 119,1                     | 82,5           |
| 2007 | 363,7                    | 125,6                     | 57,8           |
| 2008 | 381,6                    | 128,3                     | 73,1           |
| 2009 | 389,6                    | 138,0                     | 106,4          |

| Leto | Avtoceste<br /v uporabi (km) | Hitre ceste v uporabi (km) | V gradnji (km) |
| ---- | ---------------------------- | -------------------------- | -------------- |
| 2010 | 414,8                        | 153,6                      | 85,0           |
| 2011 | 417,8                        | 205,8                      | 66,0           |
| 2012 | 416,8                        | 212,0                      | 67,8           |
| 2013 | 417,8                        | 227,2                      | 91,5           |
| 2014 | 417,8                        | 232,9                      | 132,2          |
| 2015 | 464,0                        | 245,0                      | 74,0           |
| 2016 | 464,0                        | 254,5                      | 144,8          |
| 2017 | 483,7                        | 262,4                      | 128,3          |
| 2018 | 483,7                        | 262,4                      | 128,3          |
| 2019 |                              |                            |                |
| 2020 |                              |                            |                |
| 2021 |                              |                            |                |
| 2022 |                              |                            |                |
| 2023 |                              |                            |                |
| 2024 |                              |                            |                |
| 2025 |                              |                            |                |
| 2026 |                              |                            |                |
| 2027 |                              |                            |                |
| 2028 |                              |                            |                |
| 2029 |                              |                            |                |